# Thibaudia archeri
Thibaudia archeri är en ljungväxtart som beskrevs av A. C. Smith. Thibaudia archeri ingår i släktet Thibaudia och familjen ljungväxter. Inga underarter finns listade i Catalogue of Life.